# Victor Pierre Le Gorgeu

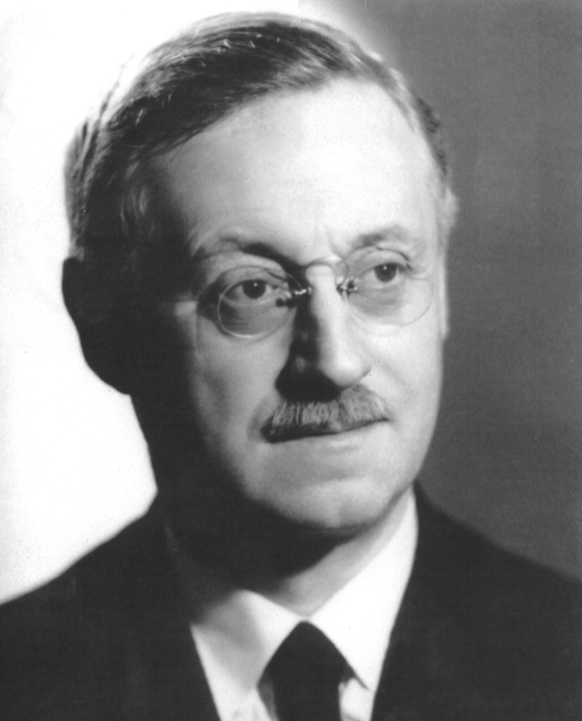
Victor Pierre Le Gorgeu

Victor Pierre Le Gorgeu (geboren am 5. Mai 1881 in Quimper; gestorben am 11. September 1963 in Paris) war ein französischer Arzt, Politiker der Dritten Republik und Résistant. Er gehörte zu den „quatre-vingts“, also den achtzig Parlamentariern, die am 10. Juli 1940 gegen die diktatorischen Vollmachten für Philippe Pétain stimmten.

## Leben
Victor Le Gorgeu stammte aus einer Handwerksfamilie im Finistère. Nachdem er Schulen in Brest besucht hatte, schloss er 1904 sein Medizinstudium an der École du service de santé des armées in Bordeaux mit Auszeichnung ab. Er diente als Sanitätsoffizier in den französischen Kolonialstreitkräften und war in Tonkin, Mauretanien und Senegal stationiert. 1911 verließ er die Armee und gründete das erste medizinische Analyselabor in Brest. Während des Ersten Weltkriegs diente Le Gorgeu als Bataillonsarzt und später als Leiter einer Feldambulanz in der französischen Orientarmee.
Le Gorgeu trat 1919 in die Politik ein, wurde Generalrat (bis 1925 und dann von 1931 bis 1940) für Finistère und ab 1929 Bürgermeister von Brest. 1941 wurde er von diesem Posten abgesetzt, da er 1940 die erweiterten Vollmachten für Pétain abgelehnt hatte. 1931 wurde er zum Senator des Departements Finistère gewählt und vertrat dort bis 1945 die Fraktion Gauche Démocratique. Von 1933 bis 1934 war er Sous-secrétaires d’État für Bildung in den Kabinetten Sarraut I und Chautemps II. Dort setzte er sich für einen besseren Zugang zu Bildung und Berufsausbildung ein. Er war außerdem bis 1942 Miteigentümer der Zeitung La Dépêche de Brest.

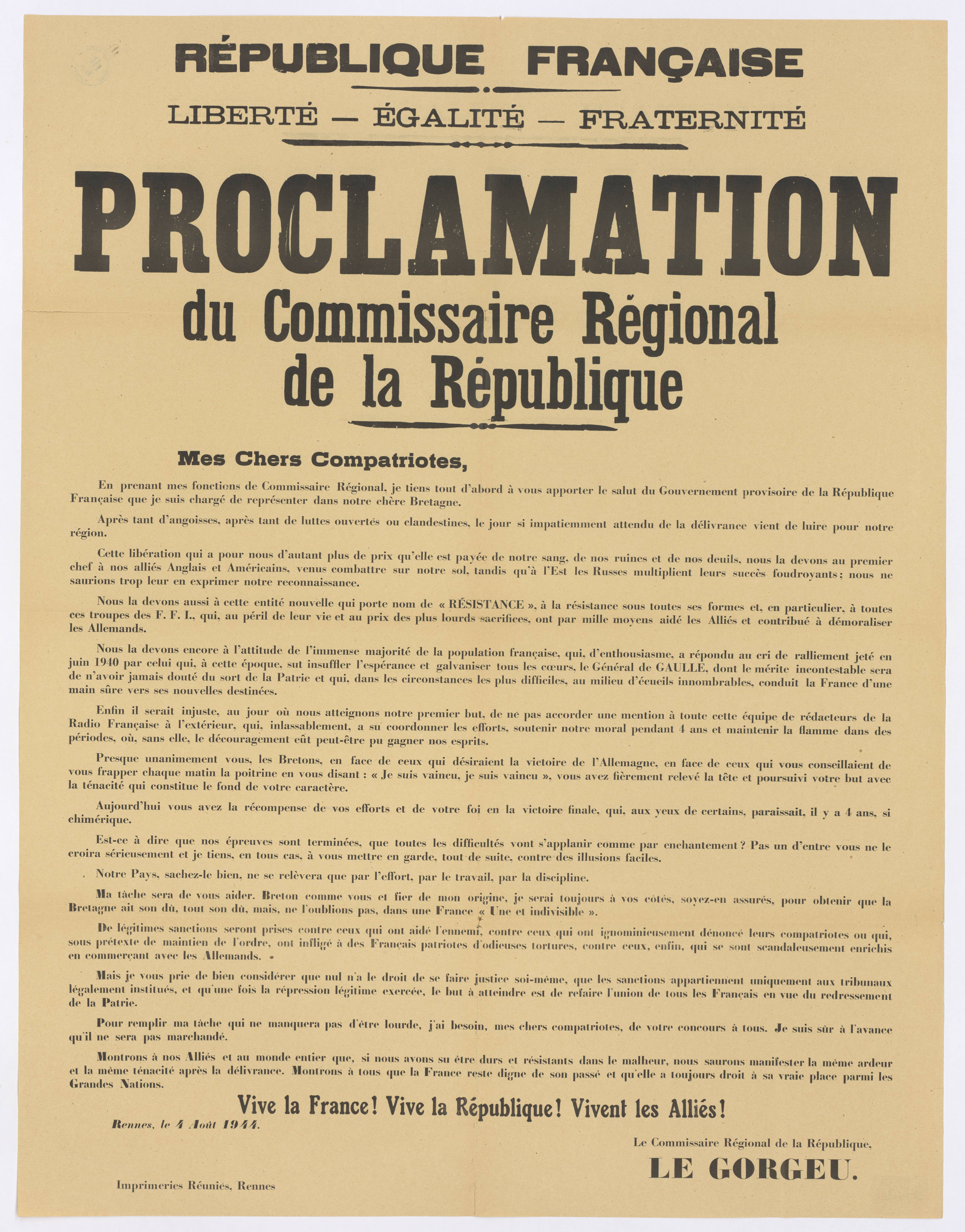
Proklamation des regionalen Kommissars der Republik Le Gorgeu Bretagne

Als ausgesprochener Gegner der Vichy-Regierung war Le Gorgeu einer von 80 Parlamentariern, die 1940 gegen die Übertragung der Vollmachten an Philippe Pétain stimmten. Nach seiner Verhaftung verließ er Brest und ging nach Sarthe, wo er sich der Résistance anschloss. 1943 ernannte ihn Charles de Gaulle zum Commissaire Régional de la République für die Bretagne, um die Befreiungsbemühungen zu leiten.
Er schloss sich daraufhin dem Untergrundkampf an und trat Anfang 1943 der Organisation civile et militaire (Zivile und Militärische Organisation) bei, wo er für die administrative Organisation der Bretagne zuständig war. Dadurch kam er in Kontakt mit der Bewegung Libération-Nord. Im Juni 1943 wurde er vom Conseil national de la Résistance (Nationaler Widerstandsrat) für das Amt des Regionalkommissars der Republik in Rennes vorgeschlagen; General de Gaulle ernannte ihn am 3. Oktober 1943 zu seinem Vertreter für die Region Bretagne.
Als er am 2. Februar 1944 erfuhr, dass er bei der Gestapo denunziert worden war, floh er nach Paris und musste sich fortan an verschiedenen Orten verstecken, wobei er jedoch den Kontakt zu den zentralen Organisationen der Résistance aufrechterhielt. Gemäß den erhaltenen Anweisungen kehrte er am 15. Mai 1944 nach Rennes zurück, um dort die Machtübernahme vorzubereiten. Direkt nach dem amerikanischen Angriff auf Rennes am 1. August, trat er am 4. August 1944 bei der Befreiung der Stadt sein Amt als Regionalkommissar der Republik an, das er bis zum 31. März 1946 nach dem Rücktritt von General de Gaulle ausübte.
Er half bei der Gründung der Regionalzeitung Le Télégramme, die die Dépêche de Brest ersetzte, über die Le Gorgeu aufgrund seiner Kritik an Vichy die Kontrolle verloren hatte. Nach dem Krieg war er Vorsitzender der Jury für die erste Klasse der École nationale d’administration (ENA) und hatte verschiedene Ämter inne, darunter den Vorsitz des Conseil supérieur de la Marine marchande und die Mitgliedschaft in der Académie de Marine.
Victor Le Gorgeu war verheiratet mit Madeleine Peltier, mit der er drei Kinder hatte: Victor-Léon (Generalinspektor der Brücken- und Straßenbaubehörde), Maryvonne und Marie-Louise.

## Ehrungen

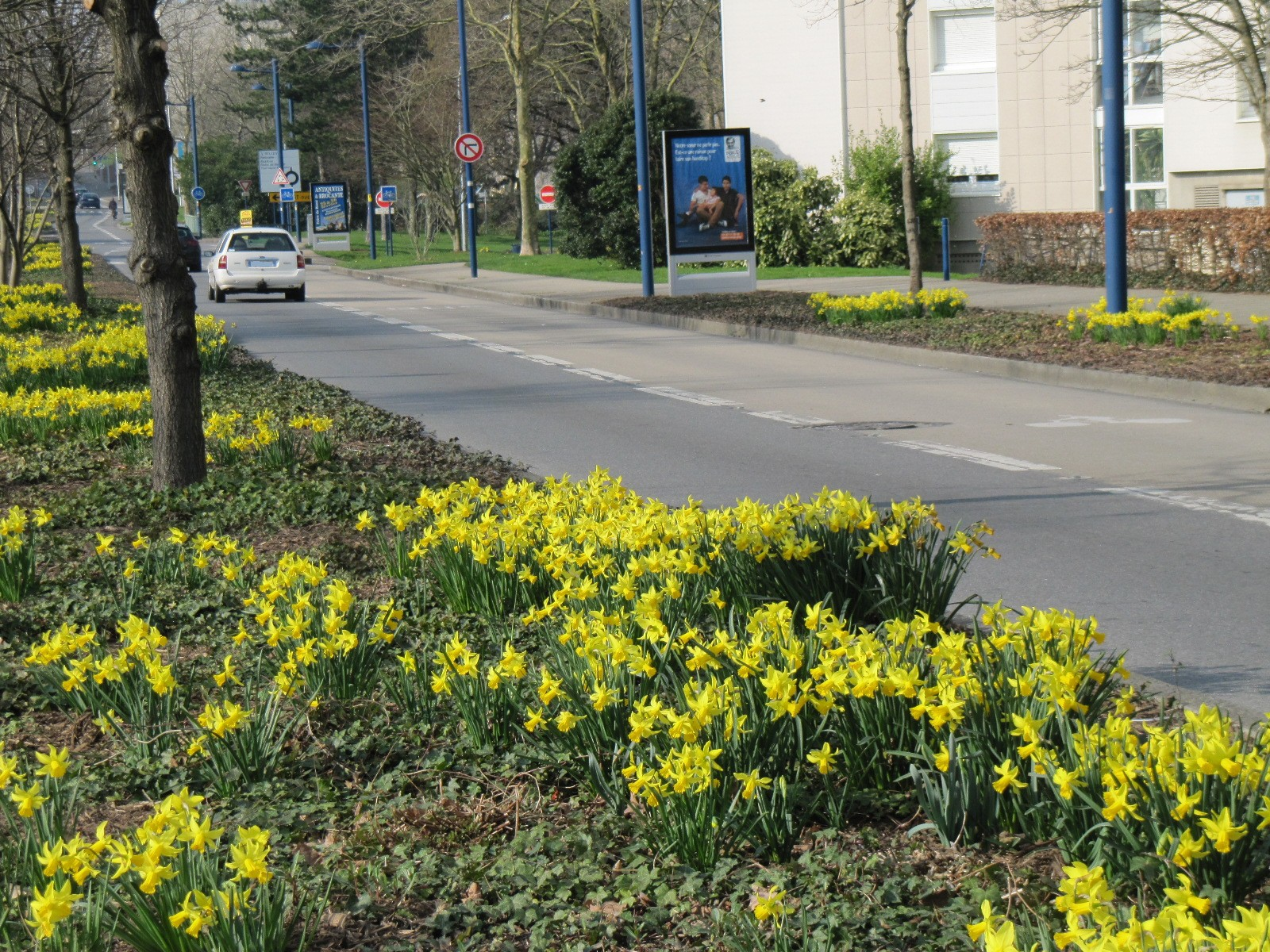
Avenue Victor Le Gorgeu in Brest

Le Gorgeu wurde als Kommandeur der Ehrenlegion, mit dem dem Kriegskreuz 1914–1918 und der Médaille de la Résistance ausgezeichnet. Straßen in Brest, Quimper und Rennes tragen seinen Namen.